# 平和台駅 (東京都)
平和台駅（へいわだいえき）は、東京都練馬区早宮二丁目にある、東京地下鉄（東京メトロ）の駅。
有楽町線・副都心線が乗り入れる。当駅を含む和光市駅 - 小竹向原駅の区間は、有楽町線と副都心線が線路を共有している。駅番号は有楽町線がY 04、副都心線がF 04。登記上の駅所在地は早宮だが、ホームなどは早宮と平和台の境界上に位置する。

## 歴史
- 1983年（昭和58年）6月24日：帝都高速度交通営団（営団地下鉄）有楽町線の営団成増（現・地下鉄成増） - 池袋間開通により開業[1]。
- 2003年（平成15年）2月：業務委託駅となる。
- 2004年（平成16年）4月1日：営団地下鉄の民営化に伴い、東京地下鉄（東京メトロ）に継承される[2]。
- 2007年（平成19年）3月18日：ICカード「PASMO」の利用が可能となる[3]。
- 2008年（平成20年）6月14日：副都心線開業に伴い、有楽町線と副都心線の共用駅となる[4][5]。
- 2010年（平成22年）9月11日：ホームドアの使用を開始[6]。
- 2011年（平成23年）2月24日：発車メロディを導入[7]。

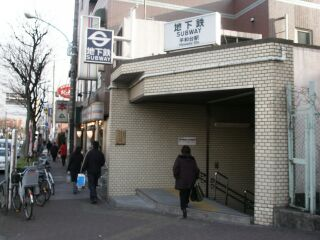
営団地下鉄時代の1番出入口
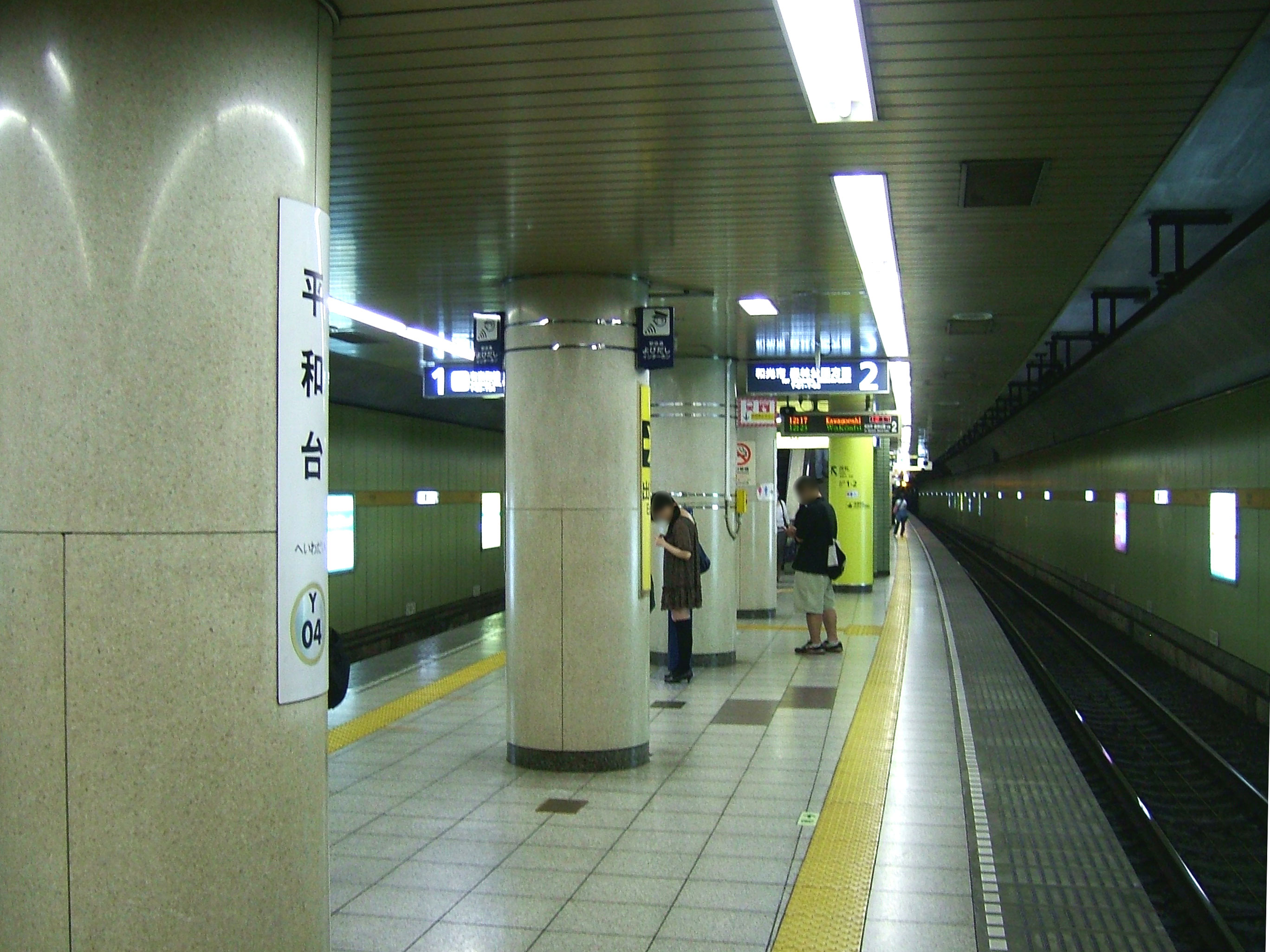
ホームドア設置前（2008年5月）

## 駅構造
島式ホーム1面2線を有する地下駅。
改札口は1か所のみ。出入口は環八通り側の北出入口と氷川台駅寄りの南出入口・エレベーター専用出入口の3か所で、各出入口と改札を連絡する通路がある。また練馬区営の地下自転車駐車場と連絡通路で接続しており、駐車場にあるエレベーター及び階段も事実上駅への出入口として機能する。

### のりば
| 番線 | 路線              | 行先                 |
| ---- | ----------------- | -------------------- |
| 1    | 有楽町線          | 新木場方面           |
| 1    | 副都心線          | 渋谷方面             |
| 2    | 有楽町線 副都心線 | 和光市・森林公園方面 |

（出典：東京メトロ:構内図）

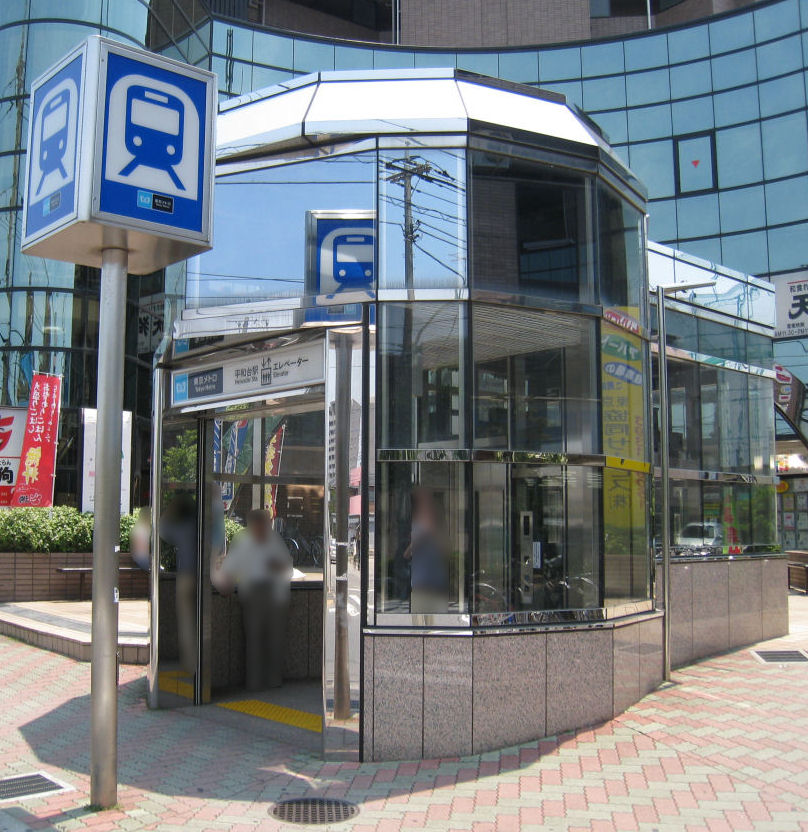
エレベーター専用出入口（2008年6月14日）
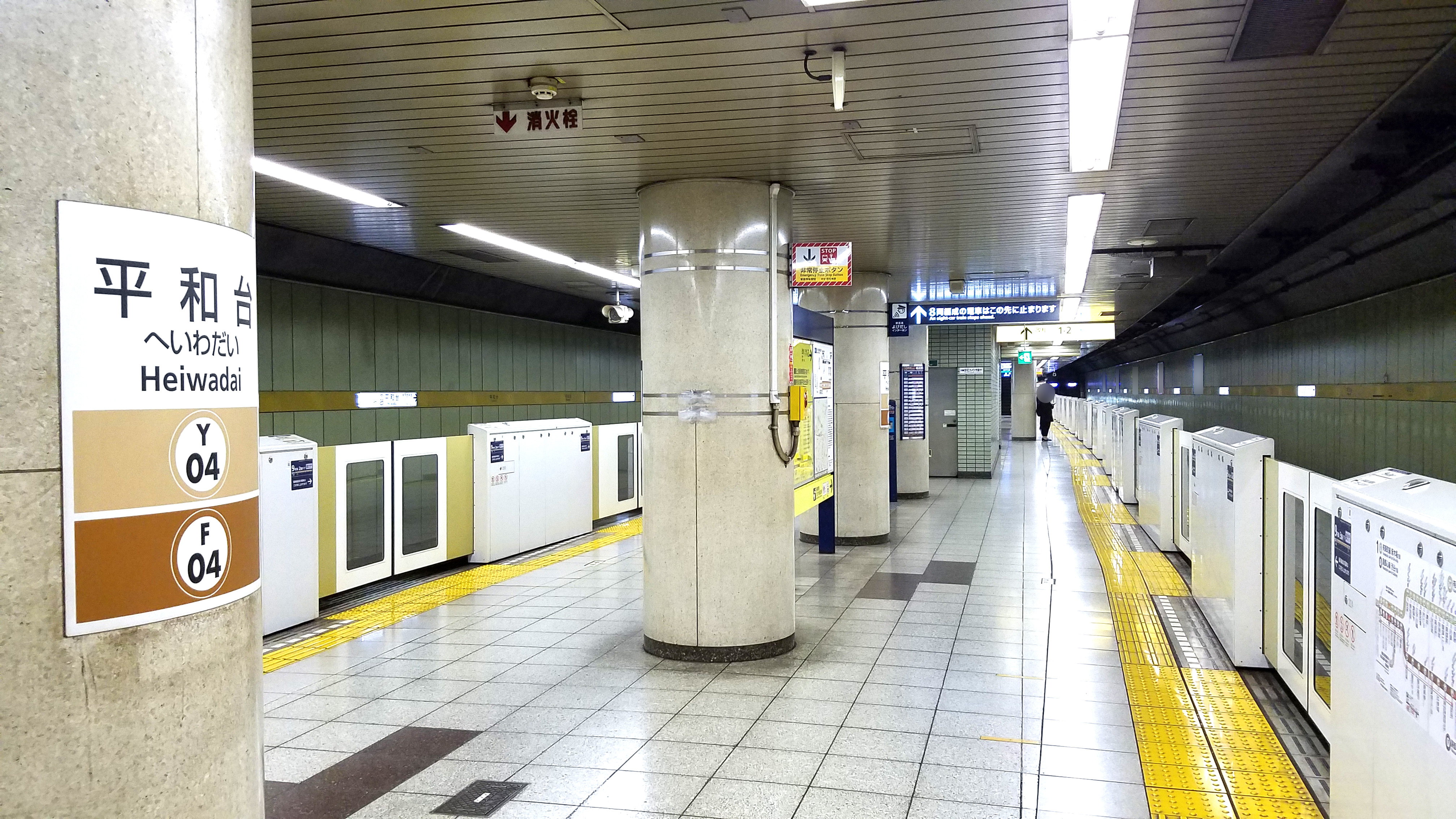
ホーム（2021年12月）
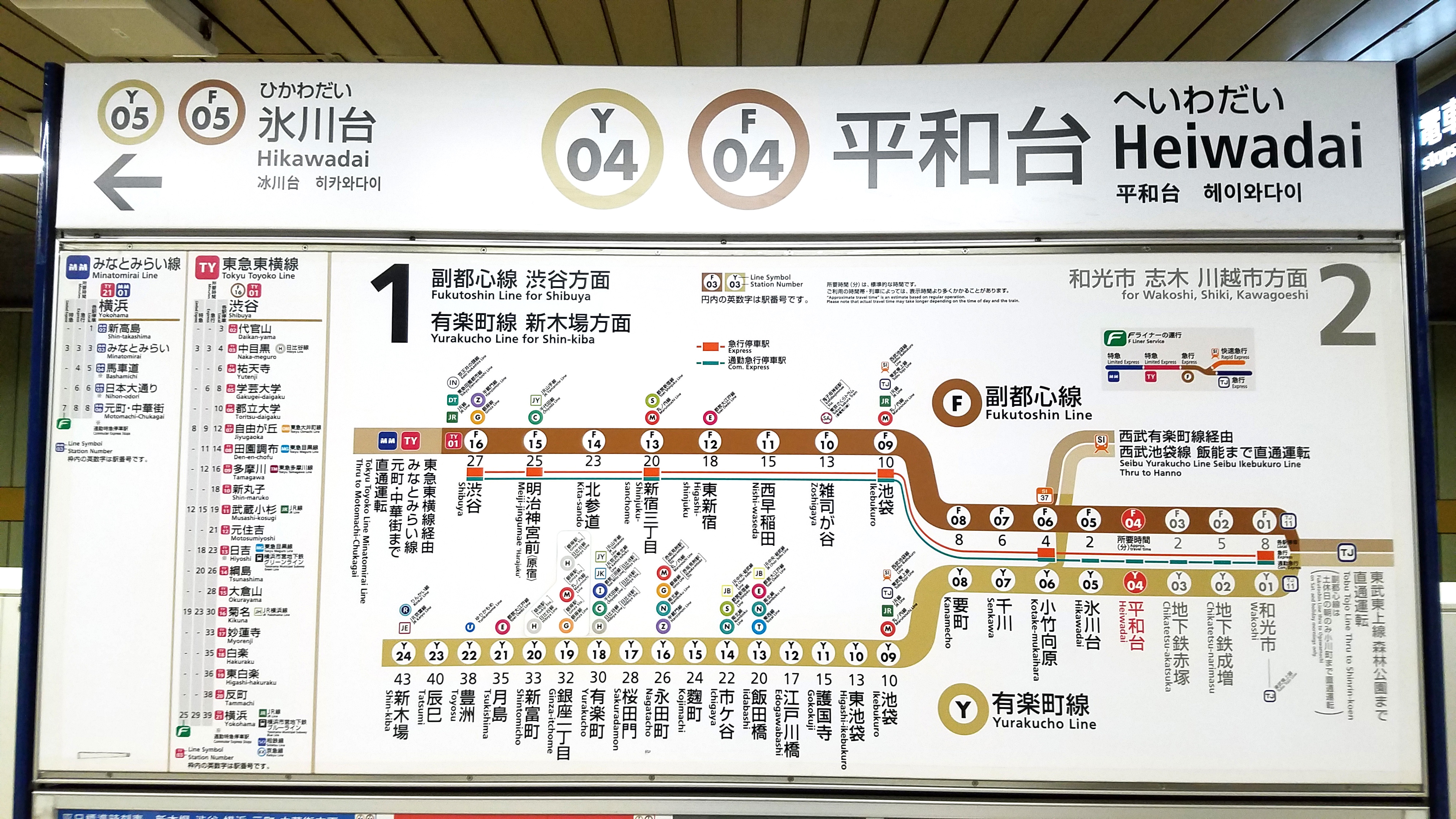
1番線の駅名標（2021年12月）

### 発車メロディ
2011年2月24日からスイッチ制作の発車メロディ（発車サイン音）を使用している。
曲は1番線が「輪になって」、2番線が「こおろぎ」（いずれも塩塚博作曲）である。

## 利用状況
2024年度の1日平均乗降人員は42,893人であり、東京メトロ全130駅中84位。
近年の1日平均乗降・乗車人員の推移は下表の通りである。
| 年度               | 1日平均 乗降人員 | 1日平均 乗車人員 | 出典     |
| ------------------ | ---------------- | ---------------- | -------- |
| 1990年（平成02年） |                  | 17,671           | [ * 1 ]  |
| 1991年（平成03年） |                  | 18,404           | [ * 2 ]  |
| 1992年（平成04年） |                  | 18,014           | [ * 3 ]  |
| 1993年（平成05年） |                  | 17,940           | [ * 4 ]  |
| 1994年（平成06年） |                  | 17,682           | [ * 5 ]  |
| 1995年（平成07年） |                  | 17,964           | [ * 6 ]  |
| 1996年（平成08年） |                  | 18,578           | [ * 7 ]  |
| 1997年（平成09年） |                  | 18,279           | [ * 8 ]  |
| 1998年（平成10年） |                  | 17,216           | [ * 9 ]  |
| 1999年（平成11年） |                  | 17,339           | [ * 10 ] |
| 2000年（平成12年） |                  | 17,214           | [ * 11 ] |
| 2001年（平成13年） |                  | 16,948           | [ * 12 ] |
| 2002年（平成14年） | 33,439           | 17,095           | [ * 13 ] |
| 2003年（平成15年） | 33,939           | 17,322           | [ * 14 ] |
| 2004年（平成16年） | 33,791           | 17,159           | [ * 15 ] |
| 2005年（平成17年） | 33,883           | 17,130           | [ * 16 ] |
| 2006年（平成18年） | 34,721           | 17,476           | [ * 17 ] |
| 2007年（平成19年） | 35,420           | 17,925           | [ * 18 ] |
| 2008年（平成20年） | 37,062           | 18,614           | [ * 19 ] |
| 2009年（平成21年） | 37,731           | 18,978           | [ * 20 ] |
| 2010年（平成22年） | 38,119           | 19,109           | [ * 21 ] |
| 2011年（平成23年） | 38,133           | 19,120           | [ * 22 ] |
| 2012年（平成24年） | 38,876           | 19,478           | [ * 23 ] |
| 2013年（平成25年） | 39,948           | 20,008           | [ * 24 ] |
| 2014年（平成26年） | 40,304           | 20,164           | [ * 25 ] |
| 2015年（平成27年） | 41,770           | 20,877           | [ * 26 ] |
| 2016年（平成28年） | 42,508           | 21,241           | [ * 27 ] |
| 2017年（平成29年） | 43,929           | 21,956           | [ * 28 ] |
| 2018年（平成30年） | 44,578           | 22,268           | [ * 29 ] |
| 2019年（令和元年） | 44,374           | 22,183           | [ * 30 ] |
| 2020年（令和02年） | 33,283           |                  |          |
| 2021年（令和03年） | 35,086           |                  |          |
| 2022年（令和04年） | 38,769           |                  |          |
| 2023年（令和05年） | 41,269           |                  |          |
| 2024年（令和06年） | 42,893           |                  |          |

## 駅周辺
以前は畑が多く、開業当時の地上出入口はキャベツ畑に囲まれていた。しかし、環八通り（富士街道）の延伸と拡幅、駅周辺の市街地化が進展し、マンションやスーパーマーケットなどが立地するようになった。駅周辺にはコンビニエンスストアが多い。かつて富士街道沿いにあった尾崎豊の生家や彼がギターをよく弾いた通称「ボロ公園」が近い。

### 主要な施設
登記上の駅所在地は早宮であるが、富士街道と都道441号線が交差する駅前交差点は、早宮・平和台・北町の境界でもある。また、春日町・田柄との境界も近いために、施設の所在住所は複数の町に散在している。
北町
- 陸上自衛隊 練馬駐屯地（北東0.5 km先） - 第1師団司令部がある[15]
- 国土交通省東京運輸支局練馬自動車検査登録事務所（北北東0.8 km先）
- 練馬区北保健相談所
- ライフ平和台店
- ヤマダデンキテックランド平和台駅前店
- トヨタモビリティ東京練馬北町店

平和台
- 練馬区立平和台図書館
- 練馬区平和台体育館
- 練馬消防署平和台出張所
- 練馬平和台郵便局
- PC DEPOTスマートライフ平和台店

早宮
- 練馬区役所 第二出張所
- 東京都立練馬工科高等学校
- 本寿院
- 巣鴨信用金庫平和台早宮支店
- 城北信用金庫平和台支店
- あゆみBOOKS平和台店(閉店)
- AOKI平和台店(閉店)
- まいばすけっと平和台駅前店

春日町
- 東京都立練馬高等学校
- 練馬区立練馬東中学校
- 蔦屋書店練馬春日町店(閉店)
- 都営地下鉄大江戸線練馬春日町駅（南西1.4 km先）

田柄
- 国家公務員田柄宿舎

錦
- トーホープラザビル（北東1 km先）
  - 練馬トーホーボール（ボウリング場）
  - ドン・キホーテ練馬店

### 主要な道路
- 富士街道・東京都道311号環状八号線（環八通り）
- 東京都道441号池袋谷原線（正久保通り）
- 東京都市計画道路幹線街路放射第35号線

## バス路線
駅直上の東京都道441号池袋谷原線と富士街道（環八）交差点付近に平和台駅停留所があり、以下の路線が国際興業バスにより運行されている。
- 光01 - 光が丘駅行き / 練馬北町車庫行き
- 光02 - 光が丘駅行き / 池袋駅東口行き
- 光04 - 田柄五丁目経由光が丘駅行き / 錦団地経由練馬北町車庫行き
- 赤01 - 練馬駅行き / 赤羽駅西口行き
- 赤85 - 赤羽駅西口行き（始発）
- 練95 - 練馬駅行き / 練馬北町車庫行き
- 深夜急行バス - 和光市駅南口行き（池袋駅西口発平日のみ運行、下車のみ可）

かつては光03系統・池10系統が平和台駅停留所を経由した。

## 駅名について
- PASMO・Suicaでの履歴表示・印字は、「東京地下鉄」の「地」を会社区別の接頭辞とする「地平和台」と表記される。

## 隣の駅
東京地下鉄（東京メトロ）
 有楽町線
■各駅停車
地下鉄赤塚駅 (Y 03) - 平和台駅 (Y 04) - 氷川台駅 (Y 05)
 副都心線
■急行
通過
■通勤急行・■各駅停車
地下鉄赤塚駅 (F 03) - 平和台駅 (F 04) - 氷川台駅 (F 05)